# Hrabstwo Dunklin
Hrabstwo Dunklin (ang. Dunklin County) – hrabstwo w stanie Missouri w Stanach Zjednoczonych. Obszar całkowity hrabstwa obejmuje powierzchnię 547,11 mil2 (1 417 km²). Według danych z 2010 r. hrabstwo miało 31 953 mieszkańców. Hrabstwo powstało 14 lutego 1845 roku i nosi imię Daniela Dunklina - gubernatora Missouri.

## Sąsiednie hrabstwa
- Hrabstwo Stoddard (północ)
- Hrabstwo New Madrid (północny wschód)
- Hrabstwo Pemiscot (wschód)
- Hrabstwo Mississippi (Arkansas) (południowy wschód)
- Hrabstwo Craighead (Arkansas) (południe)
- Hrabstwo Greene (Arkansas) (południowy zachód)
- Hrabstwo Clay (Arkansas) (zachód)
- Hrabstwo Butler (północny zachód)

## Miasta
- Arbyrd
- Campbell
- Cardwell
- Clarkton
- Holcomb
- Hornersville
- Kennett
- Malden
- Senath
- Rives (wioski)